# Mahmood al Zarooni
Mahmood Al Zarooni, född 16 oktober 1975 i Dubai i Förenade Arabemiraten, är en före detta emiratisk galopptränare. Han var tränare för ett av världens mest framgångsrika galoppstall, Godolphin Stables, tillsammans med Saeed bin Suroor.

## Biografi
Mahmood Al Zarooni är född och uppvuxen i Dubai. Han rekryterades till Godolphin Stables 2010, och tog ut sin tränarlicens den 24 mars samma år, precis innan Dubai World Cup. Han tog sin första seger tillsammans med Calming Influence i Godolphin Mile (2010).
Den 22 april 2013 meddelade British Horseracing Authority att 11 hästar som tränats av Mahmood Al Zarooni hade testats positivt för anabola steroider, bland annat ethylestrenol och stanozolol, samma anabola steroid som Ben Johnson testat positivt för i samband med Olympiska sommarspelen 1988.
Al Zarooni erkände sig skyldig, och alla 11 hästar förbjöds att tävla. Den 25 april 2013 stängdes han av från galoppsporten i åtta år.
I juni 2021 gjorde Al Zarooni comeback inom galoppsporten. Han återfick sin licens av Emirates Racing Authorityoch har sin bas vid Sharjah Equestrian Club. Hans första start som tränare sedan avstängningen var med Major Cinnamon på Meydan Racecourse den 4 november 2021. Major Cinnamon slutade på tolfte plats i löpet.

## Större segrar i urval
| År   | Lopp                 | Häst              | Ryttare           | Grupp   |
| ---- | -------------------- | ----------------- | ----------------- | ------- |
| 2010 | Godolphin Mile       | Calming Influence | Ahmad Ajtebi      | Grupp 2 |
| 2010 | Deutsches Derby      | Buzzword          | Royston Ffrench   | Grupp 1 |
| 2011 | Dubai Sheema Classic | Rewilding         | Frankie Dettori   | Grupp 1 |
| 2012 | Dubai World Cup      | Monterosso        | Mickael Barzalona | Grupp 1 |
| 2012 | St Leger Stakes      | Encke             | Mickael Barzalona | Grupp 1 |